# Ducati MHe
La MHe ou Mike Hailwood evolution est un modèle de motocyclette du constructeur italien Ducati.
La MHe est une série limitée numérotée de 2 000 exemplaires, fabriquée entre 2000 et 2001. La mise en vente s'est faite via internet et le site officiel de Ducati, la nuit du 31 décembre 1999 au 1er janvier 2000. Elle reçoit une plaque numéroté sur le réservoir.
Le premier prototype est présenté lors du salon de Munich en 1998.
La MHe rend hommage au pilote Mike Hailwood, qui a remporté de nombreuses victoires pour la firme bolonaise.

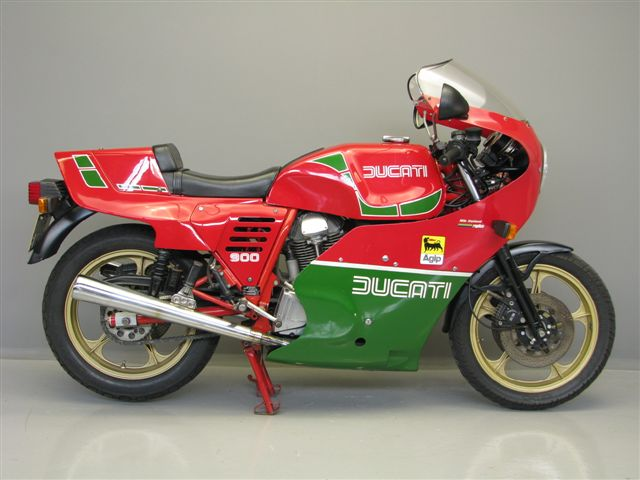
La MHe évoque la MHR

L'esthétique adopte le style moderne classique. Les formes générales rappellent les Ducati 900 et 1000 MHR, elles aussi hommages à Mike Hailwood. Comme sur les MHR, le phare de la MHe est rond. L'esthétique entre le prototype et le modèle de série est légèrement différent, notamment au niveau du phare.
Le moteur est emprunté à la 900 SS i.e.. C'est un bicylindre en V, ouvert à 90°, quatre temps de 904 cm3 à refroidissement mixte air et huile. Il développe 75 chevaux à 8 000 tr/min pour un couple de 7,8 mkg à 6 500 tr/min. Il est alimenté par une injection électronique de 30 mm de diamètre. La boîte est à 6 vitesses et utilise un embrayage multidisque fonctionnant à sec.
Le cadre est un treillis tubulaire. La fourche télescopique inversée de 43 mm a un débattement de 120 mm
Le monoamortisseur Païoli a une course de 100 mm.
Le freinage est assuré par Brembo, avec, à l'avant, deux disques flottants de 320 mm et à l'arrière, un disque fixe de 220 mm. Ils sont respectivement pincés par des étriers à quatre et deux pistons.
Le monobras oscillant est un treillis tubulaire.
L'instrumentation est correcte mais sans fioriture. Le tableau de bord se compose d'un compteur de vitesse, d'un compte-tours, d'une montre et de quatre voyants indiquant le point mort, le passage en réserve, le fonctionnement des avertisseurs de changement de direction et des feux de route.
La MHe était vendue uniquement rouge, avec des bandes grises, un cadre rouge et des jantes à cinq branches grises. Mais, l'usine proposait en accessoire un ensemble d'éléments de carrosserie en fibre de carbone noir.
Par ailleurs, Ducati a sous-traité la fabrication de la MHe à Bimota,.

## Galerie

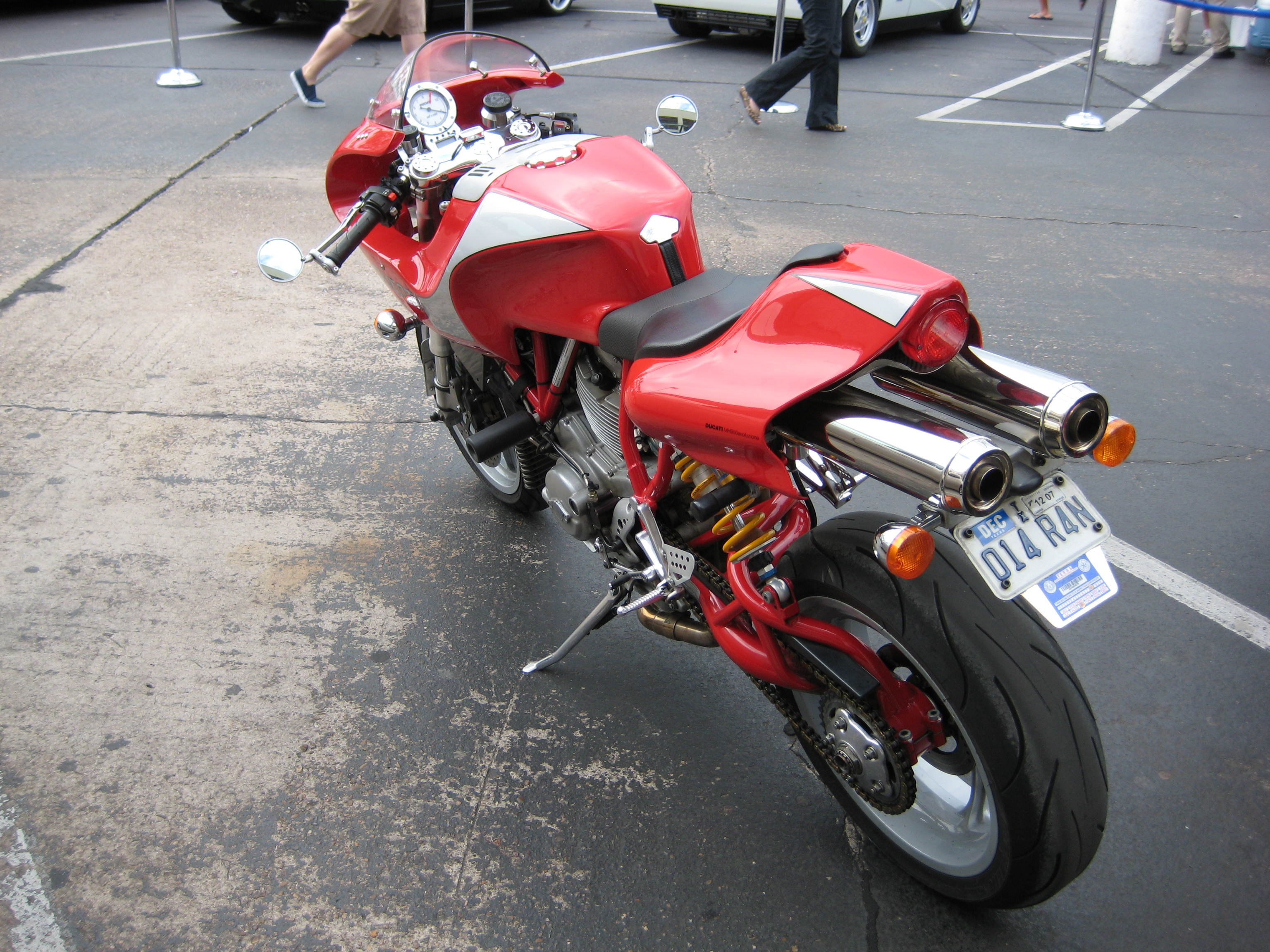
Vue arrière sur les deux échappements chromés et le feux rond
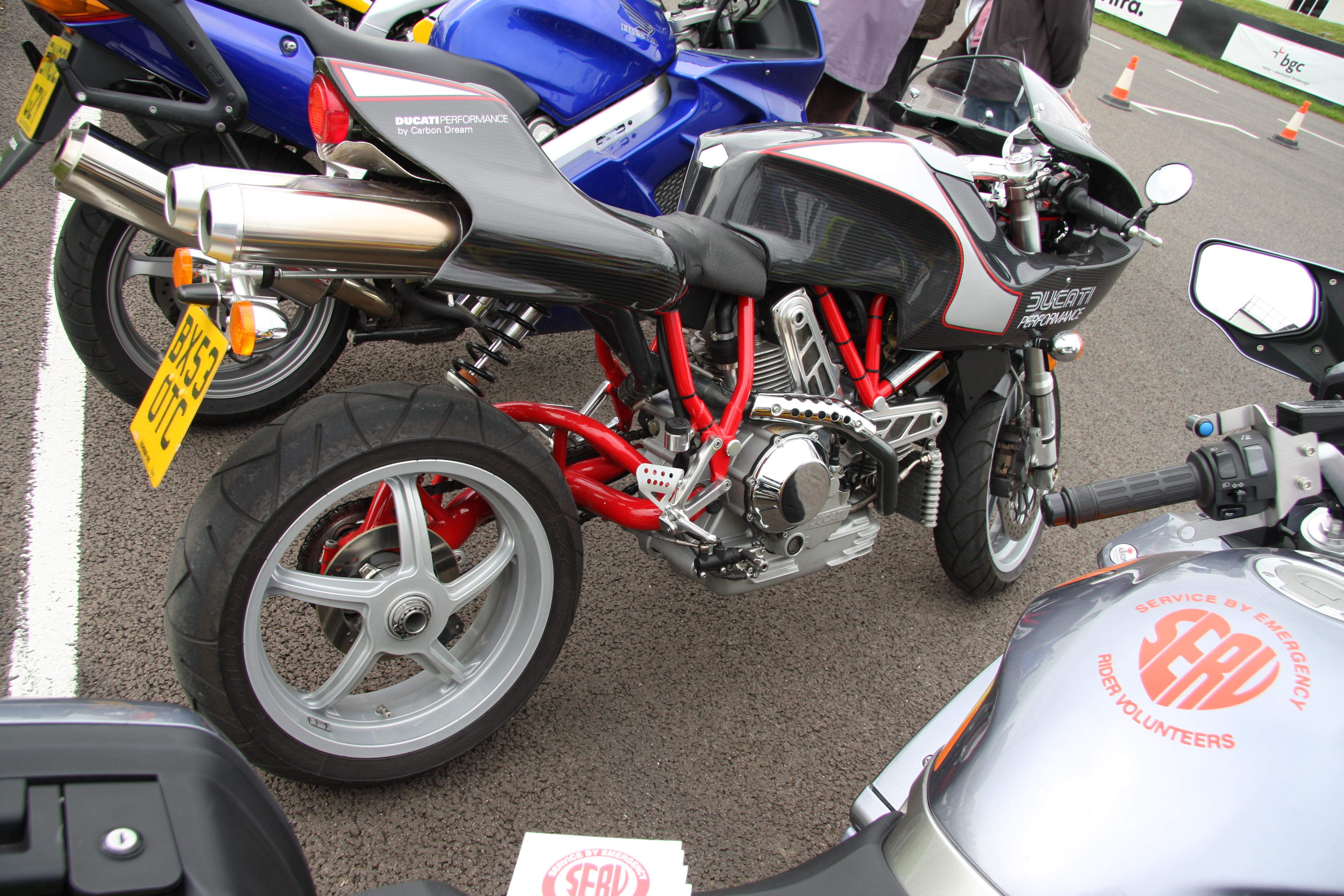
MHe équipée du kit carrosserie Ducati Performance
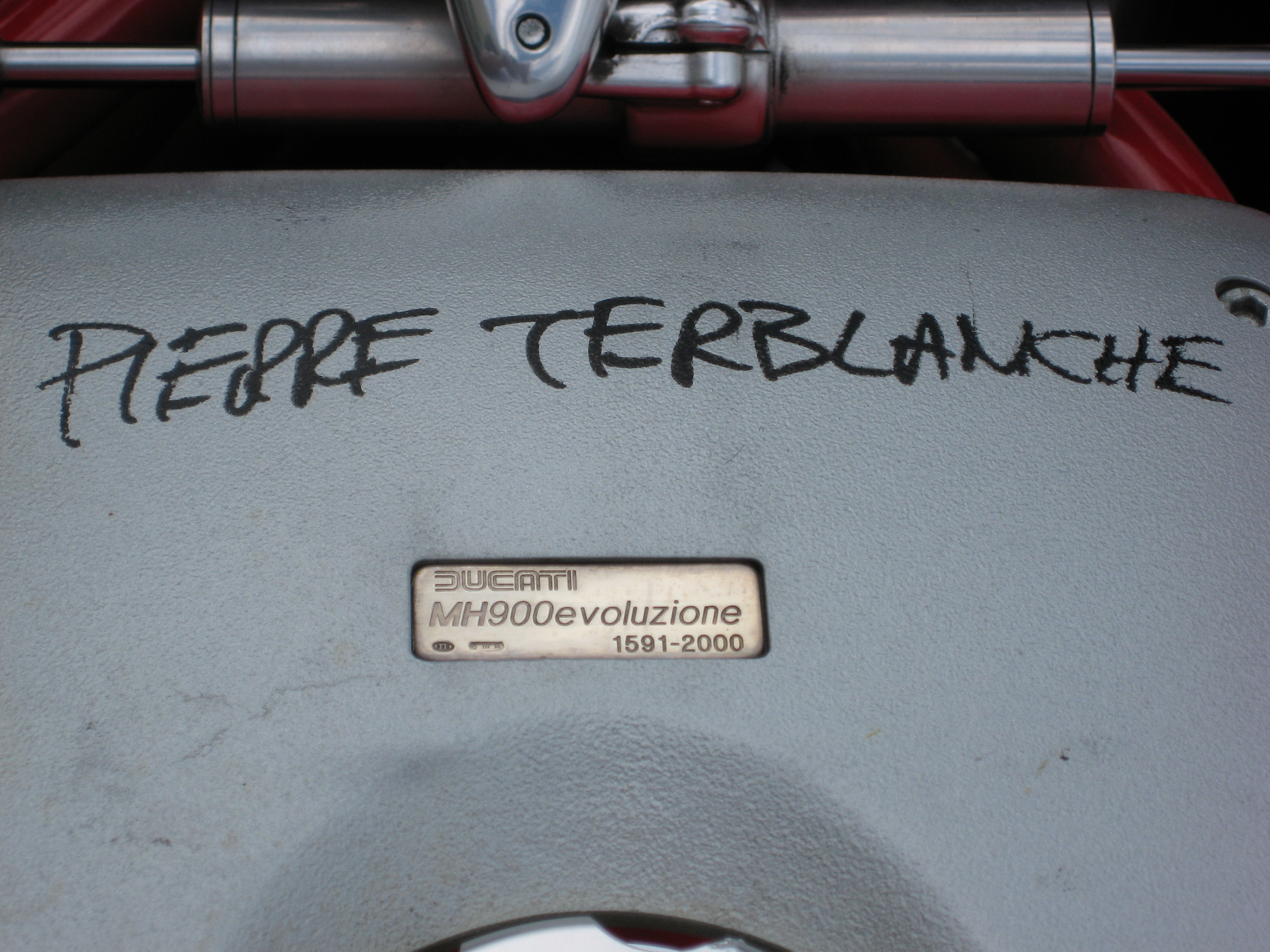
La signature du designer et la plaque numérotée de la MHe
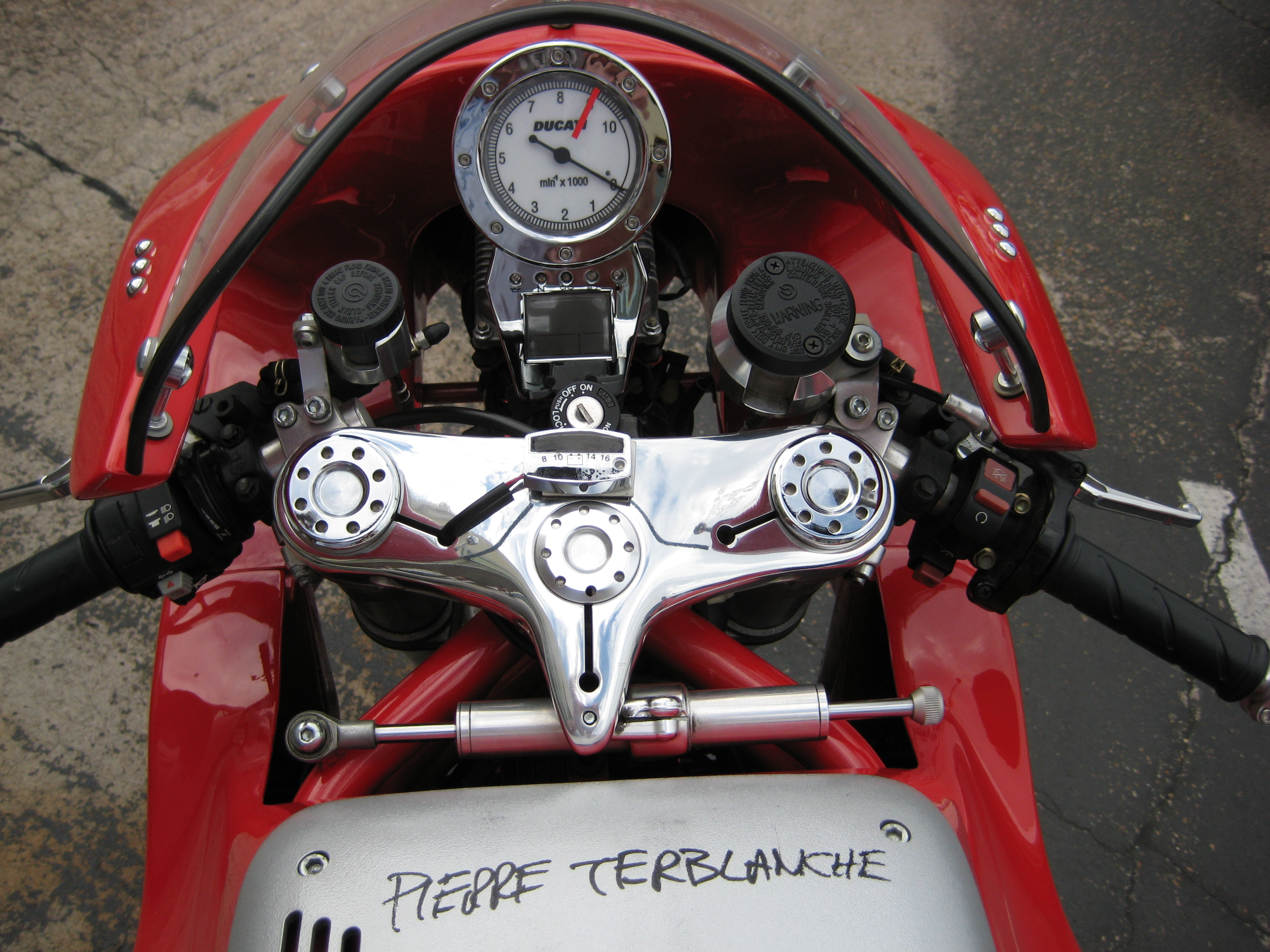
Le tableau de bord